# Д-25ТС
Д-25ТС — советская 122-мм нарезная танковая пушка. Разработана в конструкторском бюро ОКБ-9 совместно с ЦНИИ — 173.
Пушка Д-25ТС являлась дальнейшим развитием пушки Д-25ТА и устанавливалась на тяжелых танках Т-10А и Т-10Б. Основным отличием от пушки Д-25ТА являлась установка эжекционного устройства на канале ствола, уменьшающего загазованность боевого отделения после выстрела, а также ввод гальваноударного механизма, позволившего сократить время на подготовку выстрела

## Характеристики
- Длина ствола: 5856 мм
- Скорострельность: 3-4 выстрела в минуту
- Давление пороховых газов в канале ствола: 270 МПа
- Дульная энергия: 8,09 МДж
- Максимальная дальность стрельбы: 15000 метров
- Дальность прямого выстрела: 1000 метров
- Прицельная дальность: 5000 метров
- Скорость полёта бронебойного снаряда БР-471: 795 м/с
- Бронепробитие бронебойного снаряда БР-471 на дистанции в 1000 метров: 145 мм катанной гомогенной стали